# 马斯克拉
马斯克拉（法語：Masclat，法語發音：[maskla]）是法国洛特省的一个市镇，位于该省西北部，属于古尔东区。

## 地理
马斯克拉（44°50'7"N, 1°23'30"E）面积10.02 平方千米，位于法国奧克西塔尼大區洛特省，该省份为法国西南部内陆省份，北起顺时针与科雷兹省、康塔爾省、阿韦龙省、塔恩-加龙省、洛特-加龍省和多尔多涅省接壤着。
与马斯克拉接壤的市镇（或旧市镇、城区）包括：圣于连德朗蓬、圣蒙达娜、法若勒、拉莫特费讷隆。

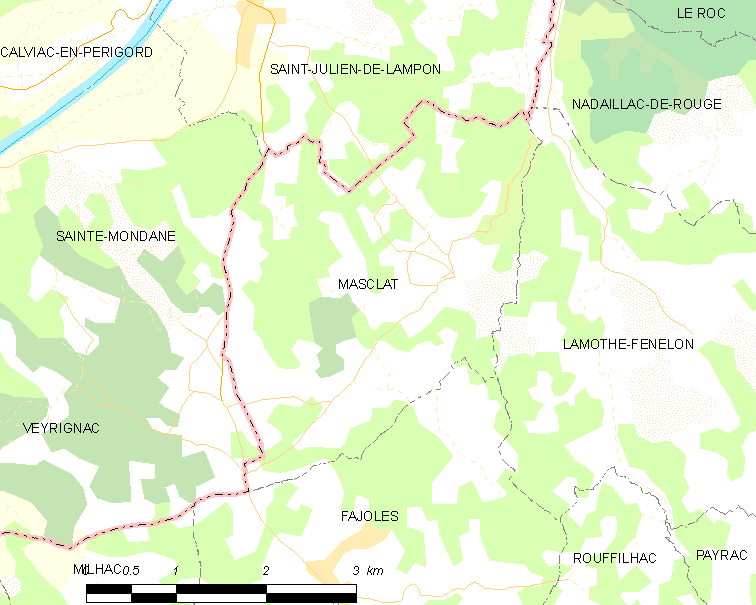
马斯克拉的OSM定位图

马斯克拉的时区为UTC+01:00、UTC+02:00（夏令时）。

## 行政
马斯克拉的邮政编码为46350，INSEE市镇编码为46186。

## 政治
马斯克拉所属的省级选区为苏亚克县。

## 人口

1962-2008年间马斯克拉人口变化图示

马斯克拉于2022年1月1日时的人口数量为356人。